# 여성사

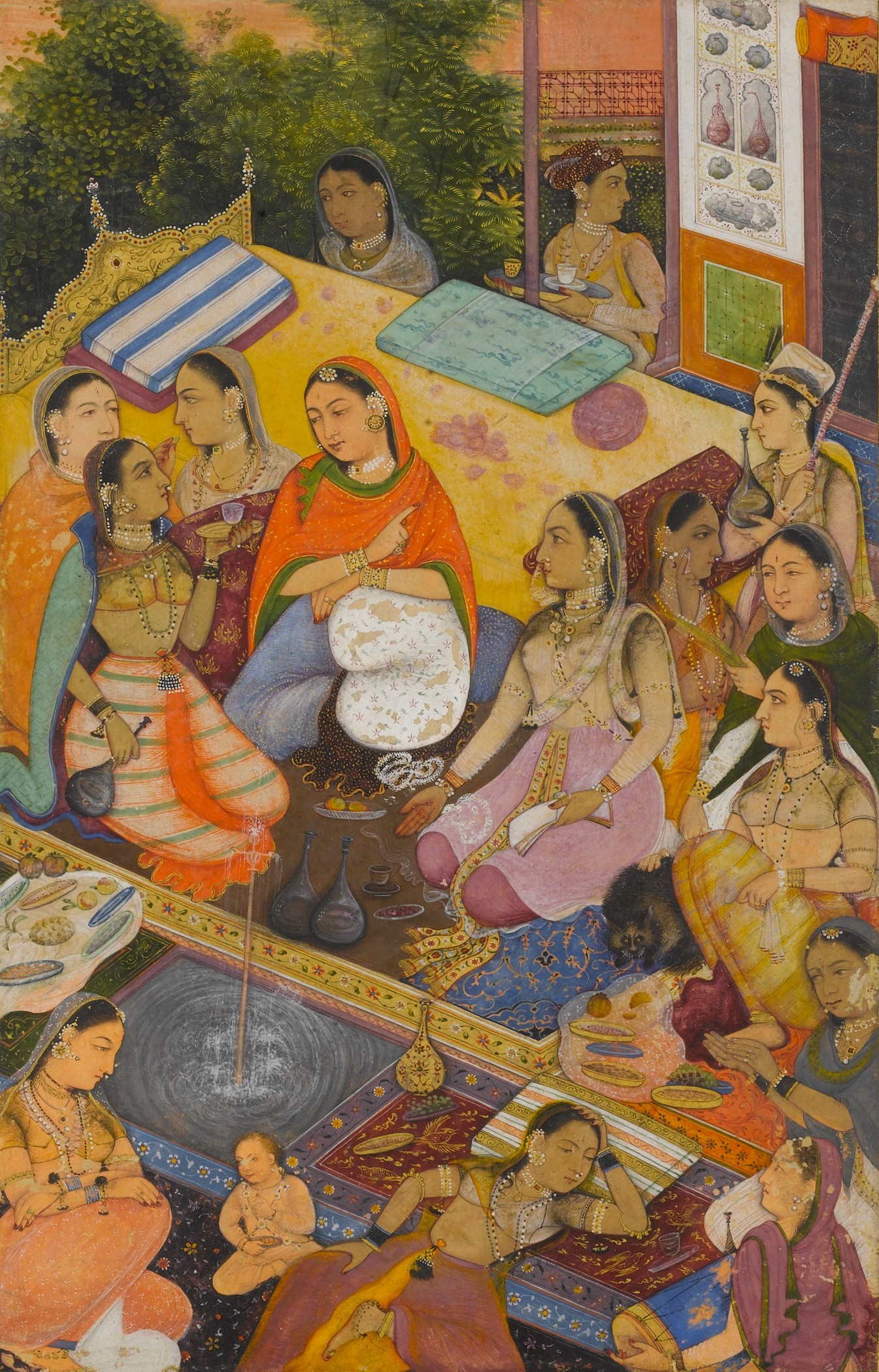
《궁중의 여인들》(A Gathering of Court Women), 메트로폴리탄 미술관 소장

여성사, 여성의 역사는 여성이 역사에서 맡아온 역할에 대한 연구이자 그 방법에 대한 연구이다. 여성사는 기록된 역사를 통한 여성의 권리의 성장 역사, 일정 기간 동안의 개인적 성취, 역사적 중요성을 지닌 개인과 여성 집단에 대한 조사, 그리고 역사적 사건들이 여성들에게 끼친 영향을 포함한다. 여성의 역사에 대한 연구는 전통적인 역사 기록들이 다른 분야에 대한 여성의 공헌과, 역사적 사건이 여성 전체에 미치는 영향을 최소화하거나 무시해왔다는 믿음을 내포한다. 이런 점에서 여성의 역사는 종종 전통적인 역사적 합의에 도전하거나 확장하려는 역사수정주의의 한 형태가 되기도 한다.
여성사의 주된 중심은 사회사에 의해 촉진된 새로운 접근법에 영향을 받은 제2세대 여성주의 역사학자들이 이끌었던 미국과 영국이었다. 여성 해방 운동가로서, 여성으로서 그들이 겪은 억압과 불평등에 대해 토론하고 분석하면서, 그들은 조상들의 삶에 대해 배우는 것이 필수적이라고 믿었으나 쓰여진 기술에서 학문적 자료를 발견하지 못했다. 역사는 주로 남성에 의해 쓰여졌고, 특히 아프리카에서 공공 영역에서의 남성의 활동 즉 전쟁, 정치, 외교, 행정에 대해 쓰여졌다. 여성들은 보통 배제되었으며, 언급될 때에는 대개 아내, 어머니, 딸, 그리고 정부와 같은 성 고정관념적인 역할로 묘사된다. 역사 연구는 역사적으로 "가치 있는" 것으로 여겨지는 것에 관해 가치 있는 것이다. 이 영역의 다른 측면들은 인종, 경제적 지위, 사회적 지위, 그리고 사회의 다양한 다른 측면들에 의해 야기된 여성들의 삶의 차이들이다.

## 지역

### 유럽
19세기와 20세기에 변화가 일어났다. 예를 들어, 여성의 경우, 동등한 보수를 받을 권리가 현재 법에 보관되어 있다. 전통적으로 여성들은 가정을 운영하고, 아이들을 낳아 기르고, 간호사, 어머니, 아내, 이웃, 친구, 선생님이었다. 전쟁 기간 동안 전통적으로 남성들에게만 제한되었던 일을 하기 위해 여성들이 노동 시장에 징집되었다. 전쟁 이후, 그들은 항상 산업에서 일자리를 잃었고 가정과 서비스 역할로 돌아가야 했다.

#### 영국
19세기 후반과 20세기 초반 스코틀랜드 여성의 역사는 1980년대까지 연구 분야로 완전히 발전되지 않았다. 게다가, 1700년 이전의 여성들에 대한 대부분의 연구는 1980년 이후로 출판되었다. 몇몇 연구가 전기적인 접근을 했지만, 다른 연구들은 일, 가족, 종교, 범죄, 그리고 여성의 이미지와 같은 문제들을 조사하기 위해 다른 곳에서 나온 통찰력에 의존했다. 학자들은 또한 편지, 회고록, 시, 법정 기록에서 여성의 목소리를 밝혀내고 있다. 이 분야의 늦은 개발로 인해, 최근 연구는 회복력이 있었지만, 다른 나라와 1700년 이후의 스코틀랜드 역사 모두에서 성역사에 대한 통찰력이 질문을 하는 데 사용되고 있다. 앞으로의 연구는 현재 스코틀랜드 역사의 내러티브를 재해석하는 것과 중세 후반과 현대 초기 영국과 유럽의 여성 역사의 복잡성의 심화에 기여해야 한다.
아일랜드에서 여성과 젠더 관계에 대한 연구는 1990년 이전에는 드물었다, 그것들은 현재 약 3000권의 책과 인쇄된 기사들과 함께 흔하게 사용되고 있다.

#### 프랑스
프랑스 역사학자들은 독특한 접근방식을 취해왔는데 대학 차원의 여성 및 성별 연구 프로그램이나 학과가 부족함에도 불구하고 여성 및 성 역사에 대한 폭넓은 학식이 있어왔다는 것이다. 그러나 다른 학자들이 폭넓게 근간을 둔 사회사를 연구할 때 사용하는 접근법은 여성사 분야에도 적용되어 왔다. 여성과 성역사의 연구와 출판 수준이 높은 것은 프랑스 사회에 대한 관심이 높기 때문이다. 유럽연합(EU) 창설 이후 국제학문이 늘어나고 유럽 이외의 지역에서 임명을 원하는 프랑스 학자들이 늘면서 프랑스 성역사에 대한 학계의 구조적 차별이 바뀌고 있다.

#### 독일
19세기 이전에는 젊은 여성들이 결혼하여 남편의 통제하에 들어갈 때까지 아버지의 경제적, 규율적 권위를 받으며 살았다. 만족스러운 결혼 생활을 위해, 여성은 상당한 지참금을 가져올 필요가 있었다. 부유한 가정에서 딸들은 그들의 가족들로부터 지참금을 받았고, 반면에 가난한 여성들은 그들의 결혼 기회를 향상시키기 위해 그들의 임금을 저축하기 위해 일을 해야 했다. 독일 법에 따르면, 여성들은 지참금과 상속금에 대한 재산권을 가지고 있었는데, 높은 사망률이 연이은 결혼으로 이어졌기 때문에 귀중한 혜택을 받았다. 1789년 이전에는, 대다수의 여성들이 사회의 사적인 영역인 가정에 국한되어 살았다.
이성의 시대는 여성들에게 더 많은 것을 가져다 주지 않았다: 계몽주의 광신도들을 포함한 남성들은 여성들은 본래 아내와 어머니가 될 운명이라고 믿었다. 교육받은 계층 안에는 여성들이 그들의 남편에게 지적이고 상냥한 대화 상대가 되기 위해 충분히 교육되어야 한다는 믿음이 있었다. 그러나 하층민 여성들은 남편의 생계를 돕기 위해 경제적으로 생산적일 것으로 기대되었다.
새로 설립된 독일 국가 (1871년)에서, 모든 사회 계층의 여성들은 정치적, 사회적으로 선거권을 박탈당했다. 사회적 존중에 대한 규범은 상류층과 부르주아 여성을 그들의 집에 가두었다. 그들은 사회적으로나 경제적으로 남편보다 열등하다고 여겨졌다. 미혼 여성들은 조롱을 당했고, 사회적 혈통을 피하고자 하는 사람들은 친척들과 함께 사는 무급 가사도우미로 일할 수도 있고, 능력 있는 사람들은 가정교사나 수녀로 일할 수도 있다.
산업 성장의 속도가 불확실 해지면서 1871년에서 1890년 사이에 상당수의 중산층 가정이 빈곤하게 되었고, 여성들은 가족 소득에 기여하기 위해 바느질이나 자수로 비밀리에 돈을 벌어야만 했다. 11865년, Allgemeiner Deutscher Frauenverein은 교육, 고용, 그리고 정치 참여에 대한 권리를 요구하며 여성 협회들을 위한 종합 조직으로 설립되었다.  30년 후, BDF(Bund Deutscher Frauenverbände)는 ADF를 대체했고 이전 그룹의 일부였던 프롤레타리아 운동을 회원 자격에서 제외했다. 두 운동은 여성의 사회적 위치에 대한 시각도 달랐고, 이에 따라 의제도 달랐다. 부르주아 운동은 여성들이 교육과 직업을 얻는 데 중요한 기여를 했다. 반면에 프롤레타리아 운동은 사민당의 한 분파로 발전했다. 공장 일자리가 여성들에게 제공되자, 그들은 평등한 임금과 평등한 대우를 요구하는 캠페인을 벌였다. 1908년에 독일 여성들은 정당에 가입할 수 있는 권리를 얻었고, 1918년에 마침내 투표권을 얻었다. 독일에서 여성의 해방은 다음 해에 도전을 받았다.
역사학자들은 나치 독일이 1933년 이전에 특히 상대적으로 진보적인 바이마르 공화국에서 여성들이 이룬 정치적, 사회적 이득을 되돌리려는 노력에 각별히 주목해 왔다. 나치 독일에서 여성의 역할은 상황에 따라 바뀌었다. 이론적으로, 나치는 여성들이 남성들에게 복종하고, 직업을 피하고, 가임과 양육에 전념하고, 전통적인 가족 지배적인 아버지들에게 도움을 주는 친구가 되어야 한다고 믿었다. 그러나 1933년 이전에 여성들은 나치 조직에서 중요한 역할을 했고 다른 여성들을 동원할 수 있는 자율성을 허용받았다. 1933년 히틀러가 집권한 후, 운동권 여성들은 여성 덕목, 결혼, 출산을 강조하는 관료적인 여성들로 대체되었다.
독일이 전쟁을 준비하면서, 많은 수의 여성들이 공공부문에 편입되었고 1943년까지 공장 전면 동원이 필요하여, 모든 여성들은 고용 사무소에 등록해야 했다. 수십만 명의 여성들이 간호사와 지원 요원으로 군 복무를 했고, 또 다른 10만 명은 Luftwaffe에서 복무했으며, 특히 대공 시스템을 운용하는 데 도움을 주었다. 여성의 임금은 평등하지 않았고 여성은 리더십이나 통제의 지위에 오를 수 없었다.
2백만 명 이상의 여성들이 홀로코스트에서 살해되었다. 나치의 이념은 일반적으로 여성들을 다산의 대리인으로 보았다. 따라서, 이 단체는 이 유대인 여성을 미래 세대의 부상을 막기 위해 말살해야 할 요소로 지목했다. 이러한 이유로 나치는 여성을 홀로코스트에서 전멸의 주요 표적으로 취급했다.

#### 폴란드
안나 Kowalczyk은 ( PL )에 기록하고 마르타 Frej은 ( PL )의 역사를 자세히 설명하는 책 설명했다. 폴란드어 여성 역사의 절반 누락 자격 : 폴란드 여성의 개요 역사 (Brakująca의 połowa의 dziejów을. Krótka historia kobiet na ziemiach polskich ), 2018년 Wydawnictwo WAB ( pl )에서 출판했다.

#### 동유럽
동유럽 여성사 연구에 대한 관심이 늦어졌다. 대표적인 것이 헝가리로, 페퇴와 스자포(2007)에 의해 역사가 탐험되었다. 학계는 이러한 전문화된 역사 분야를 통합하는 것을 거부했는데, 주된 이유는 정치적 분위기와 제도적 지원의 부족 때문이다. 1945년 이전 역사학은 주로 국가의 반민주적 정치적 의제를 지지하는 민족주의 주제를 다루었다. 1945년 이후 학계는 소련의 모델을 반영했다. 이 시대는 여성이 역사의 대상이 될 수 있는 분위기를 조성하는 대신, 20세기 초 여성 인권 운동의 역할을 무시했다. 1989년 공산주의 붕괴 이후 10년 동안 헝가리 여성의 전기가 출판되었고 여성의 정치와 문화 역사의 중요한 순간들이 연구 대상이 되었다. 하지만, 이 학문의 질은 고르지 못했고 서양에서 방법론적인 발전을 이용하지 못했다. 게다가 헝가리 대학의 여성학 및 성 역사를 전담하는 학부 과정이나 대학원 과정도 없다는 것을 알 수 있듯이, 제도적 저항은 계속되었다.

##### 러시아
러시아 여성의 역사는 짜르 시대에 중요해지기 시작했고 알렉산더 푸쉬킨의 의식과 글에서 관심이 드러났다. 소비에트 시대에 페미니즘은 평등의 이상과 함께 발전했지만 실제로는 남성이 지배적이다.
1990년대까지 새로운 정기 간행물, 특히 Casus 와 Odysseus : 시간과의 대화, Adam과 Eve는 여성의 역사와 더 최근에는 성별 역사를 자극했다. 젠더 개념을 사용함으로써 여성에서 사회적, 문화적으로 구성된 성적 차이 개념으로 초점이 옮겨졌다. 그것은 역사학에 대한 더 깊은 논쟁을 불러 일으켰고 개인, 지역, 사회 및 문화 역사를 통합 할 수 있는 새로운 "일반적인"역사의 발전을 촉진 할 것이라는 약속을 갖고 있다.

### 아시아 및 태평양
대부분의 전문가들이 중국, 일본, 인도, 한국 또는 다른 전통적인 지역에 초점을 맞추고 있기 때문에 아시아 역사에서 여성의 일반적인 개요는 드물다.

#### 중국
출간 된 작품은 일반적으로 혁명에 눈에 띄는 참여자로서의 여성, 여성 해방의 수단으로서의 고용, 여성 억압의 근원 인 유교 및 가족의 문화적 개념을 다룬다. 신부 값과 지참금과 같은 시골의 결혼 의식은 형태는 동일하지만 기능은 변했다. 이것은 결혼 거래에서 확대 가족의 쇠퇴와 여성의 선택 의지의 성장을 반영한다. 최근 중국의 학문에서 젠더의 개념은 영어와 중국어 글에 대한 새로운 지식을 풍부하게 만들어 냈는다.

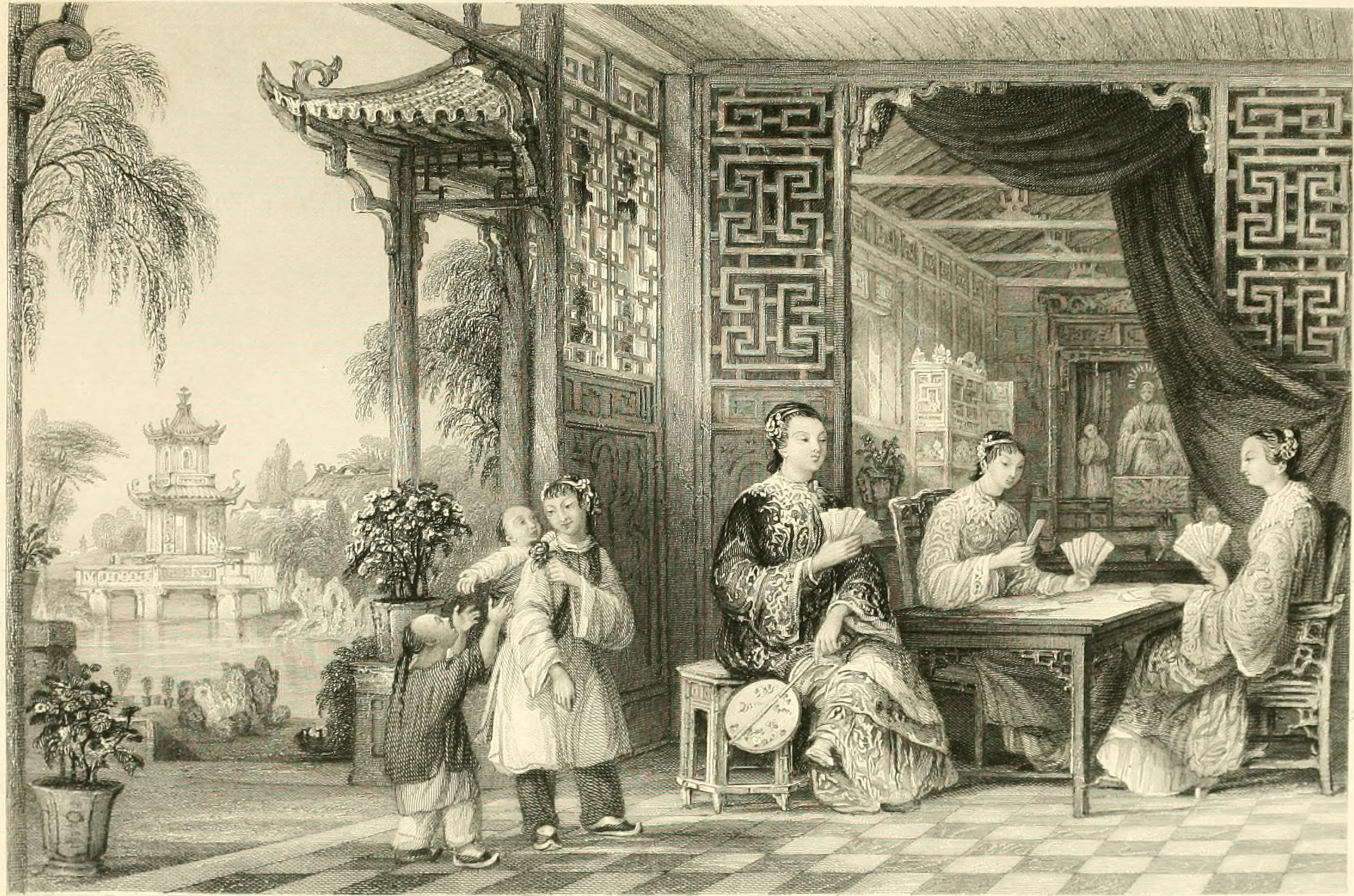
카드에 있는 만다린 가족의 숙녀, Thomas Allom; GN 라이트 (1843). 중국, 일련의 견해로 고대 제국의 풍경, 건축 및 사회적 습관을 보여준다. 볼륨 3. p. 18

Zhongguo fu nü sheng Huo shi ( simplified Chinese '중국 여성의 삶의 역사' )는 1928년 Chen Dongyuan이 저술하고 1937년 The Commercial Press에서 출간 한 역사서이다. 중국 최초로 여성사를 체계적으로 소개한 이 책은 이 분야의 연구에 큰 영향을 끼쳤다.
이 책은 고대 ( 저우 왕조 이전)부터 중화 민국에 이르기까지 중국 여성의 삶을 조명한다. 이 책에서 섹션은 중국의 왕조를 기준으로 구분된다. 섹션은 결혼, 봉건 윤리 강령, 여성 교육, 미덕, 직위, 순결의 개념, 발 구속 및 현대 중국의 여성 권리 운동과 같은 다양한 주제를 소개하고 있다. 신문화 운동의 반 전통적 사고에서 영감을 얻은 저자는 중국 여성을 희생시킨 문화, 제도, 삶의 불공정함과 억압을 폭로하고 비난하는 데 많은 노력을 기울였다. 이 책의 서문에서 저자는 중국의 여성은 항상 학대를 당하기 때문에 여성의 역사는 당연히 중국의 여성 학대의 역사라고 쓰고 있다. 저자는 그 동기를 밝혔다. 이 책은 여성이 남성보다 열등하다는 원칙이 어떻게 진화하는지, 시간이 지남에 따라 여성에 대한 학대가 어떻게 심해지는지, 여성의 등에 대한 고통이 어떻게 역사를 경험하는지를 설명하고자 한다. 저자는 여성에 대한 정치적, 사회적 탄압을 폭로해 여성 해방을 도모하고자 한다.
Mann(2009)은 중국 전기 작가가 2천년 (기원전 221년부터 1911년까지), 특히 한 왕조 동안 여성을 어떻게 묘사했는지 탐구한다. 장쉐청, 사마첸, 장후이옌과 다른 작가들은 종종 지배 계급의 여성들과 그들의 사망 장면에서의 그들의 대표성을 이야기와 순교자의 역할로 연구한다.

##### 티베트
티베트 역사에서 여성의 역사는 추방 된 공동체의 사회적 서사에서 여성 역사의 억압에 맞서고있다. McGranahan (2010)은 20 세기, 특히 중국 이 티베트를 침략하고 점령하는 동안 여성의 역할을 조사한다. 그녀는 티베트 저항군의 여성, 불교 사회에서 여성의 종속, 그리고 오염 물질로서의 월경 혈액의 지속적인 개념을 연구한다.

#### 일본

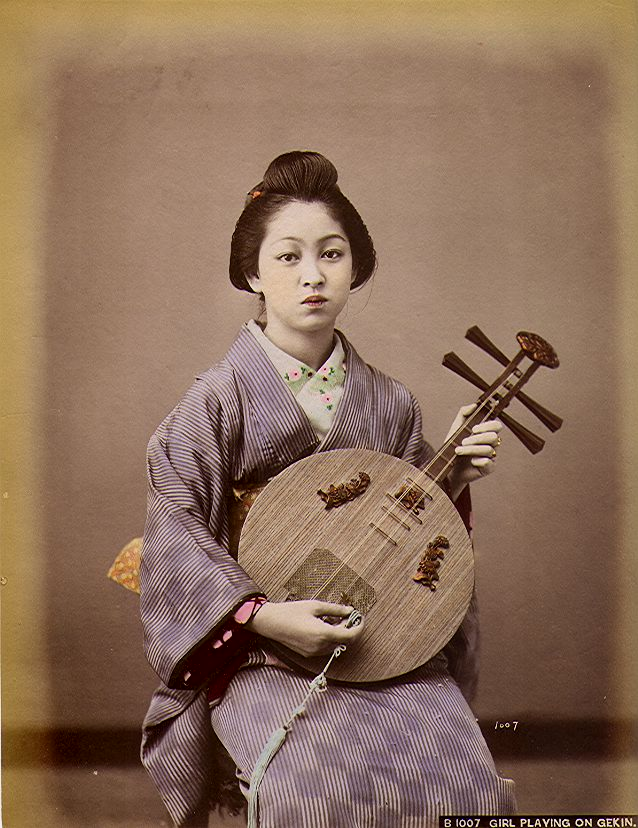
gekin, Baron Raimund von Stillfried und Rathenitz (1839–1911)에서 노는 일본 소녀

일본 여성의 역사는 20세기 후반까지만 해도 역사학에는 한계가 있었다. 이 주제는 1945년 이전에는 거의 존재하지 않았고, 그 이후에도 많은 학계 역사학자들은 여성의 역사를 일본 역사의 일부로 받아들이기를 꺼렸다. 특히 1980년대의 사회정치적 풍토는 여성들에게 다방면에서 호의적이었고, 일본 여성의 역사학에 기회를 주었으며, 또한 이 문제를 학문적으로 더 잘 인식시켰다. 일본 여성사에 대한 흥미롭고 혁신적인 연구는 1980년대에 시작되었다. 이것의 대부분은 학구적인 여성 역사학자들뿐만 아니라 프리랜서 작가, 언론인, 아마추어 역사가들에 의해서도 수행되었다. 즉, 전통적인 역사적 방법과 기대치에 의해 덜 제한되었던 사람들에 의해서 말이다. 일본 여성사에 대한 연구는 전통적인 화제의 일부로 받아들여졌다.

#### 호주 및 뉴질랜드
몇 가지 예외를 제외하고는 1970년대 이전에 호주 나 뉴질랜드에서 여성의 조금 심각한 역사가 있었다.
선구적인 연구는 어떻게 그 먼 식민지가 여성에게 투표권을 준 세계 최초의 나라가 되었는지를 설명하는 뉴질랜드 여성 참정권인 패트리샤 그림쇼였다. 여성의 학제로서의 역사는 1970년대 중반에 나타났는데, 미리암 딕슨, The Real Miltada가 대표적이다. 호주의 여성과 정체성, 1788년 현재로. 첫 번째 연구들은 여성들이 소외되었던 공백을 메워주는 보상적인 것이었다. 미국과 영국의 발전과 마찬가지로, 페미니스트s가 지배하는 분야를 중심으로 성별 연구를 향한 움직임이 있었다.
다른 중요한 주제에는 인구 통계 및 가족 역사가 포함된다. 최근 중요한 것은 세계 대전 중 가정과 군복무에서의 여성의 역할에 대한 연구이다. 1차 세계 대전의 호주 여성과 2차 세계 대전의 호주 여성을 참고할 수 있다.

### 중동

#### 분야의 발전
분야로서의 중동 여성의 역사는 여전히 발전하고 있지만 빠르게 확장되고 있다. 학문은 1930년대와 1940년대에 처음 등장하기 시작했고 1980년대에 더욱 발전했다. 서부에서 가장 초기의 역사 연구는 Gertrude Stern ( 초기 이슬람 결혼 ), Nabia Abbott ( Aishah, 무함마드 의 사랑과 Bagdad의 두 여왕 ), Ilse Lichtenstadter ( Ayyam al-'Arab의 여성 : 연구)에서 나왔다. Preislamic Arabia에서 전쟁 중 여성 생활의 일부 ).  상대적으로 휴면 기간이 지난 후, 이 학문의 서부 버전은 역사적 서술의 성별 간극을 메우는 것에 관심을 새롭게 한 페미니스트 운동에 의해 활성화되었다.   이 기간 동안 많은 연구들이 발표되었는데, 이러한 경향은 21세기까지 지속되고 가속화되고 있다

#### 전근대 중동
1800년대 이전의 중동 학문은 고대와 중세 동안 여성의 삶에 대한 제한된 수의 직접적인 기록으로 인해 어려움을 겪었다. 역사적 정보의 대부분은 남성 작가들로부터 왔고 주로 남성들에게 집중되어 있기 때문에, 여성들에 의해 쓰여지고 여성을 중심으로 한 계정과 자료는 드물다. 많은 것들이 예술, 법정 기록, 종교적 교리, 그리고 다른 언급으로부터 나왔다. 연구자들은 오스만 제국의 법정 기록을 특히 활용했다.  상대적으로 희박함에도 불구하고, 가치 있는 자료들이 확인되었고, 역사학자들은 여성의 사회, 경제, 정치, 문화 참여에 대한 재검표를 출판할 수 있었다. 마르텐 솔의 1999년 근동 고대 여성들은 고대 바빌로니아와 메소포타미아에 사는 여성들의 삶에 대한 포괄적인 개요를 제공한다. 주제에는 복장, 결혼, 노예제도, 성적 자율성, 고용 및 종교 개입이 포함되며 이에 국한되지 않는다. 아미라 엘 아즈하리 손볼의 '이색적인 것 너머': 이슬람 사회에서의 여성사는 전통적인 역사 서사의 공백을 메우기 위해 사용될 수 있는 출처에 대한 역사학자들의 24편의 에세이를 모아준다. 에세이 가운데는 지역별로 여성의 법적 지위, 예술 후원, 종교 개입 등이 눈에 띈다.

#### 현대 중동
1800년대 이후의 여성 데이트에 대한 정보는 훨씬 더 견고하며, 이로 인해 여러 중동인들의 역사가 더욱 발전하게 되었다. 고대와 중세 중동의 학문과 유사하게, 많은 연구원들은 19세기와 20세기 초반의 여성의 삶과 역할에 대해 논의하기 위해 물론 후기 오스만 제국으로부터 이끌어냈다 주디스 E 터커, 중동과 북아프리카의 여성에서: 여성을 역사로 복원하는 것은 19세기 지정학적, 경제적 환경의 변화가 중동 사회에서 여성의 삶과 역할에 어떤 영향을 미쳤는지를 강조한다. 동시에, 그녀는 또한 현대화가 전 세계에 슬며시 나타나기 전후의 사회 구조화 방식 사이에 명확한 차이가 없다고 주장한다.   터커에 따르면, 학자들이 19세기와 20세기에 걸쳐 중동에서 지역과 기간에 따라 발휘된 다른 나라들의 영향력과 세계적인 역학 관계를 명심하는 것 또한 중요하다.
모든 시대에 걸쳐 중동은 여러 나라와 수많은 집단으로 이루어진 넓은 지역이었으며 학자들은 전근대와 현대 모두의 다양한 특정 민족과 장소에 대한 연구를 만들어냈다. 예를 들어, 중동 역사의 여성: 성과 성별의 경계를 바꾸는 것은 맘루크 이집트와 19세기 오스만 제국의 여성 에이전시에서 이슬람 사회의 적응에서부터 중동 사회의 유연성을 보여주기 위한 이성간 사람들에 이르기까지 다양한 연구를 다루고 있다. 또한, 중동의 성별, 종교 및 변화는 20세기 중반의 다양한 현상에 대한 연구를 종합한다: 베이루트 미국대학의 학생 단체로의 여성의 통합, 이집트의 사회복지 서비스 조직, 이스라엘-팔레스타인 분쟁과 이스라엘 여성의 관계를 포함한다. 군대와 사회에서의 역할과 권리, 그리고 시아파 성인들에게 바치는 소프레 혹은 여성들만의 "의례적인 봉건 식사"의 무슬림 여성 단체. 팔레스타인 여성 행동주의에서: 민족주의, 세속주의, 이슬람주의, 이슬라 자드는 1930년대부터 2000년대 초반까지 팔레스타인의 여성 운동과 관련된 발전과 갈등을 중계하면서 이슬람과 여성 운동가들로 구성된 세속주의 그룹 사이의 관계에 특히 중점을 둔다.

#### 이슈

##### 이슬람에 대한 인식
이슬람은 중동 역사 전반에 걸쳐 많은 여성들의 삶에 지대한 영향을 미친다고 역사학자들에 의해 종종 누명을 씌워진다. 많은 연구자들은 이슬람의 출현 이후 야기된 변화와 이슬람 율법과 관습에 의해 여성의 삶이 형성되는 구체적인 방식에 특별한 관심을 기울였다. 하지만 이슬람이 발달한 이후 여성 탄압을 중재하는 데 이슬람의 역할에 대해서는 역사학자들의 해석이 다소 엇갈리고 있으며, 특히 서구에서 논란이 일고 있다. Keddie는 중동 여성들에 대해 개발된 역사는 종종 중동과 서구 국가들 사이의 역사적 지정학적 긴장상태에 대한 반응이나 반작용으로 쓰여지며, 중동의 문화는 종종 이슬람의 여성 억압에 바탕을 둔 것으로 고정관념이 된다고 설명한다. 그러므로, 여성, 특히 대부분의 중동 국가들에 대한 학문은 여성의 지위에 대한 이슬람의 영향력을 옹호하는 데 적대적이거나 목적이 있을 수 있다. 그녀는 학자들 사이에서 잠재적으로 극단적인 형태의 비판과 방어 사이에서 이슬람에 대한 스펙트럼적 접근을 식별한다.
예를 들어, Ida Lichter의 무슬림 여성 개혁가들은 무슬림 다수 국가의 젠더 관계에 대해 비판적인 접근을 한다. 리히터씨는 소개에서 "서부의 해방된 여성들과 비교했을 때, 무슬림 여성들은 "여성의 삶을 훼손하려는 종교 및 가부장적 권위자들에 의해 쓰여진 문화적 제약과 여성 혐오적 규제의 중세 환경"과 경쟁하고 있는 것으로 보인다고 쓰고 있다. 리히터는 이 책에서 다룬 여성 인권 운동가들이 이슬람 극단주의 단체들의 가혹한 탄압에 맞서 싸우고 있으며, 이 단체들이 이슬람 국가들의 여성들뿐만 아니라 모든 곳의 여성들에게 위협이 되기 때문에 이것이 중요하다고 주장한다.
동시에, 다수의 학자들은 중동 사회에서 여성의 지위의 상당 부분이 특정 시대와 지역의 사회경제적, 정치적 지형에 의해 좌우되며 반드시 종교에 의해서만 좌우되는 것은 아니라고 주장한다. 이 아이디어는 Crocco 등의 "At the Crossroads of the World : Women of the Middle East", Okkenhaug와 Flaskerud의 중동에서의 성별, 종교 및 변화, 중동 역사에서 Keddie와 Baron의 여성에 의해 뒷받침된다.  크로코 외 연구진은 교육학적 관점에서 중동 여성의 역사는 중동에서 이슬람이 여성들에게 끼친 영향의 역사뿐만 아니라 기독교와 유대교가 각각의 소수 집단 공동체에 끼친 영향의 역사, 계급, 정치적 지위, 그리고 기타의 역할로 간주되고 가르쳐질 필요가 있다고 주장한다.여성들 생활에서 경제학이 작용해 왔다. 그들은 또한 종교, 특히 이슬람교가 가부장제의 원천으로 여겨져 왔지만, 여성의 종속의 예는 정착된 농업 사회의 발전과 재산 출현으로 거슬러 올라갈 수 있으며, 이는 상속을 보장하기 위해 여성의 번식에 대한 세심한 통제를 동기 부여했다고 주장한다.

##### 오리엔탈리즘
중동학 발전의 중심 관심사는 오리엔탈리즘, 즉 아프리카와 아시아의 문명을 후진적이고 이국적이며 저개발적인 것으로 보는 서구 집단의 경향이다. 케디와 안 체임벌린은 소위 "오리엔트"에 대한 이러한 접근법이 그들의 가족과 사회에서 중동 여성들의 역할에 대한 서양의 해석과 밀접하게 얽혀 있다고 묘사한다.체임벌린을 포함한 다수의 저자들은 여성 억압과 희생에 대한 서술뿐 아니라 아마도 서구 페미니스트 사상에 대한 과도한 자신감에 의존하는 중동의 젠더 관계에 대한 접근을 비판한다.  체임벌린은 그녀의 책 "유리의 베일: 중동에서의 여성 은둔의 역사"에서 중동 국가들의 여성 권력에 대한 대안적인 해석을 제공한다.

##### 서구 페미니즘의 적용 가능성
몇몇 작가들은 동양주의에 대한 논의를 서부 페미니스트 담론의 번역 문제와 중동의 여성 역사학으로 연결시킨다. 메리웨더는 미국과 같은 나라에서는 훈육이 탄력을 받고 있지만 중동 여성의 역사는 관련 국가만큼 견고하지 않다고 쓰고 있다. 그녀는 페미니즘에 대한 서양의 관념이 반드시 다른 나라들의 것과 일치하는 문화적 가치에 의존하지 않으며, 따라서 서구 국가에서 발생한 많은 학문에 대한 자극이 중동의 학문적 지형에 완벽하게 반영되지는 않는다고 주장한다. 그녀는 또한 중동 지역의 성별, 식민주의, 계급 및 민족 관계 간의 복잡한 관계가 서부의 (적어도 주류) 페미니즘과 비교하여 여성 역사 발전에 매우 다른 분위기를 조성한다고 주장한다.
서구 페미니즘의 잠재적으로 좁은 초점에 대응하여 Liat Kozma는 초 국가적 페미니즘 으로의 전환을 제안한다. 그녀는 또한 중동 역사를 전문으로하고 성별을 전문으로하는 학자 간의 협력을 옹호한다. 그녀는 이것이 중동 여성의 역사를 구체적으로 중심으로 삼는 데 도움이 될 수 있으며, 따라서 성별 및 중동 중심의 학문 모두에서 소외에 대처하는 데 도움이 될 수 있다고 주장한다.

## 같이 보기
- 여성도서관 (런던)